# 3I/ATLAS
3I/ATLAS, també conegut com C/2025 N1 (ATLAS) i anteriorment com A11pl3Z, és un cometa interestel·lar descobert l'1 de juliol de 2025 per l'estació del Sistema ATLAS de Rio Hurtado a Xile, quan es trobava a 4.4 UA (670 milions de km) del Sol i amb una velocitat relativa de 61 km/s. Segueix una trajectòria hiperbòlica sense límits al voltant del Sol amb una excentricitat orbital de 6.30 ± 0.15. Es tracta del tercer objecte interestel·lar confirmat que passa pel sistema solar, després de 1I/ʻOumuamua i 2I/Borisov.

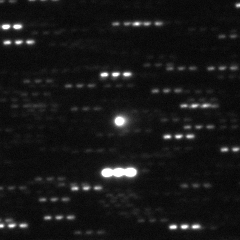
Fotografia del 2 de juliol de 2025 del telescopi de l'Observatori Canadà-França-Hawaii que mostra a 3I/ATLAS (centre) borrós i allargat, la qual cosa indica que és un cometa.

La grandària del seu nucli no està ben determinada ja que és un cometa actiu envoltat per una capa de pols reflectora. Les estimacions suggereixen que el nucli hauria de ser més petit de 24 km de diàmetre, que és la grandària que tindria si tota la llum observada vingués només del nucli i no de la coma. S'estima que el 29 d'octubre de 2025 arribarà al periheli, a una distància d'1.38 ± 0.02 UA (206.4 ± 3.0 km) del Sol. Quan està lluny del Sol, la velocitat hiperbòlica del cometa ({\displaystyle v_{\infty }}) serà de 58 km/s respecte al Sol.

## Història

### Descobriment

Imatges del descobriment de 3I/ATLAS del Sistema d'Última Alerta d'Impacte Terrestre d'Asteroides (ATLAS) l'1 de juliol de 2025

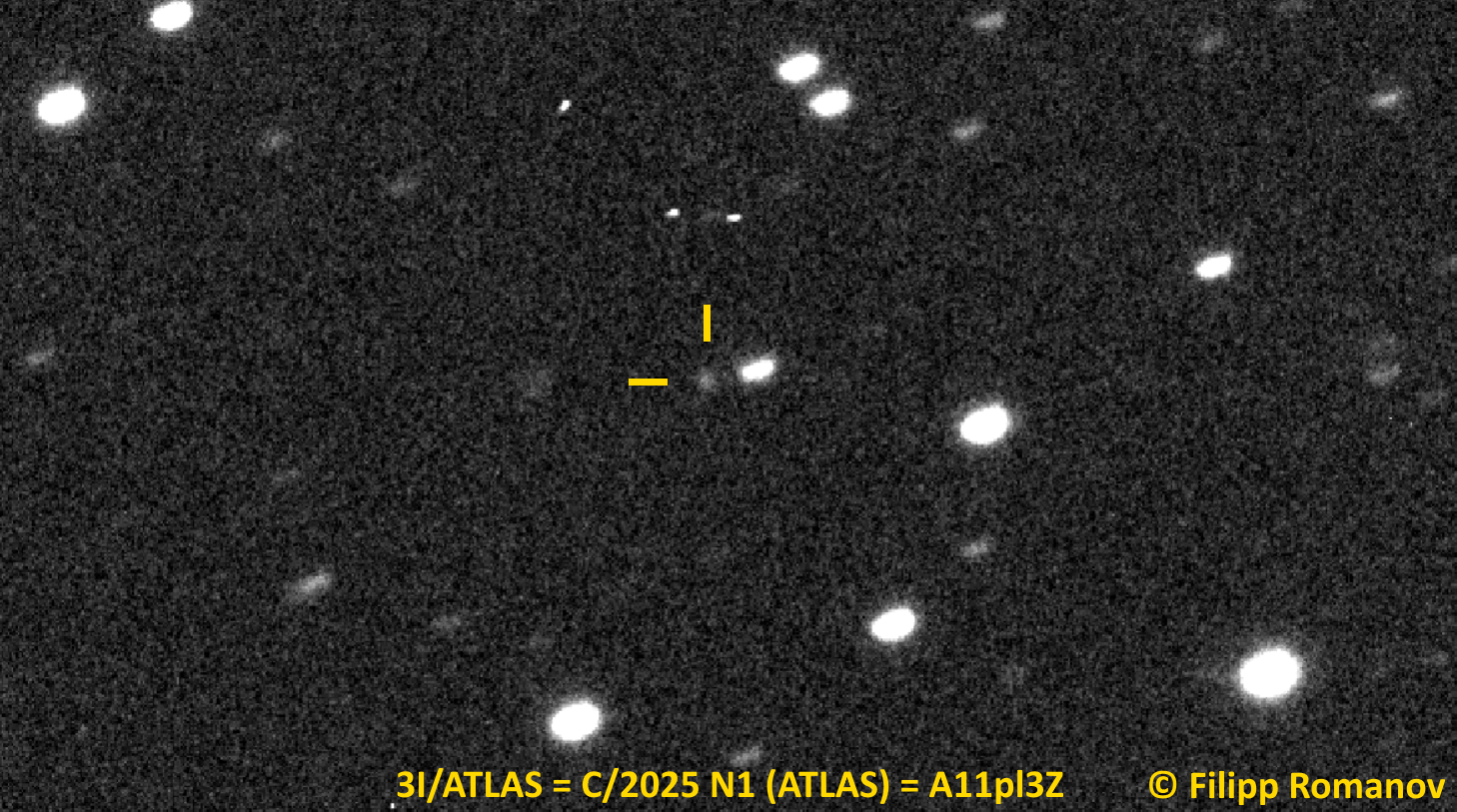
El cometa 3I/ATLAS, anteriorment conegut com A11pl3Z, va ser fotografiat remotament el 2 de juliol de 2025 en Rio Hurtado, Xile.

Va ser descobert l'1 de juliol de 2025 pel telescopi del Sistema ATLAS (W68), finançat per la NASA, en Rio Hurtado, Xile. Amb una magnitud aparent de 18, l'objecte recentment descobert estava entrant en el sistema solar interior a una velocitat de 61 km/s (220 000 km/h) respecte al Sol, situat a una distància de la Terra de 3.52 UA (527 milions de quilòmetres) i 4.53 UA del Sol, i es movia en el cel al llarg de la vora de les constel·lacions de Serpens i Sagitari, prop del pla galàctic.
Amb la designació provisional de 'A11pl3Z', les observacions del descobriment es van enviar al Centre de Planetes Menors (MPC) de la Unió Astronòmica Internacional. A partir d'aquestes observacions es va pensar inicialment que l'objecte podria estar en una trajectòria altament excèntrica que podria acostar-se a l'òrbita de la Terra, la qual cosa va portar al MPC a incloure l'objecte en la Pàgina de Confirmació d'Objectes Pròxims a la Terra.
Les observacions posteriors realitzades en altres observatoris, en els quals van participar tant astrònoms professionals com aficionats, van començar a revelar que la trajectòria de l'objecte no s'acostaria a la Terra, sinó que podria ser interestel·lar amb una trajectòria hiperbòlica. Les observacions prèvies al seu descobriment van confirmar la seva trajectòria interestel·lar; aquestes inclouen observacions de la Zwicky Transient Facility del 14 al 21 de juny de 2025, descobertes per Ye Quanzhi, i observacions d'ATLAS del 25 al 29 de juny de 2025, descobertes per l'astrònom aficionat Sam Deen, qui va anotar observacions addicionals d'ATLAS prèvies al descobriment del 5 al 25 de juny de 2025, i sospita que l'objecte no va ser descobert abans perquè estava passant enfront dels densos camps estel·lars del centre galàctic , on seria difícil destriar el cometa.
Les observacions inicials no van deixar clar si es tractava d'un asteroide o d'un cometa. Les observacions realitzades el 2 de juliol de 2025 pel Deep Random Survey (X09) a Xile, el Lowell Discovery Telescope (G37) a Arizona i l'Observatori Canadà-França-Hawaii (T14) en Mauna Kea van mostrar una coma marginal i una cua curta de tres segons d'arc de distància angular, la qual cosa indica que l'objecte és un cometa. D'altra banda, diversos astrònoms, inclòs Alan Hale, no van informar sobre característiques cometàries en l'objecte. El 2 de juliol de 2025, el MPC va anunciar el descobriment del cometa i li va atorgar la designació d'objecte interestel·lar «3I», la qual cosa significa que era el tercer objecte interestel·lar confirmat. El MPC també li va donar la designació de cometa no periòdic C/2025 N1 (ATLAS). Quan es va anunciar el projecte 3I/ATLAS, el MPC havia recopilat 122 observacions del cometa des de trenta-un observatoris diferents.

### Observacions addicionals
Les observacions realitzades el 2 de juliol de 2025 per David C. Jewitt i Jane Luu amb el Telescopi Òptic Nòrdic van revelar que 3I/ATLAS estava «clarament actiu» amb una cua difusa. Miguel R. Alarcón i un equip d'investigadors de l'Institut Astrofísic de les Illes Canàries (IAC), utilitzant el Telescopi Bessó de Dos Metres de l'Observatori del Teide, també van trobar activitat cometària en la mateixa data, amb una cua d'almenys 25 000 km de llarg. Els mesuraments de la seva brillantor realitzades amb el Telescopi Faulkes Nord a través de diferents filtres van mostrar que la coma del cometa tenia un color vermellós indicatiu de pols, similar al del seu predecessor cometa interestel·lar 2I/Borisov. Les observacions immediates realitzades des de diversos telescopis no van poder determinar un període de rotació i en canvi van trobar que la seva lluentor aparentment mostra poca variació (menys de 0,2 magnituds), la qual cosa pot ser pel fet que la coma de pols del cometa enfosqueix el seu nucli giratori.

## Trajectòria

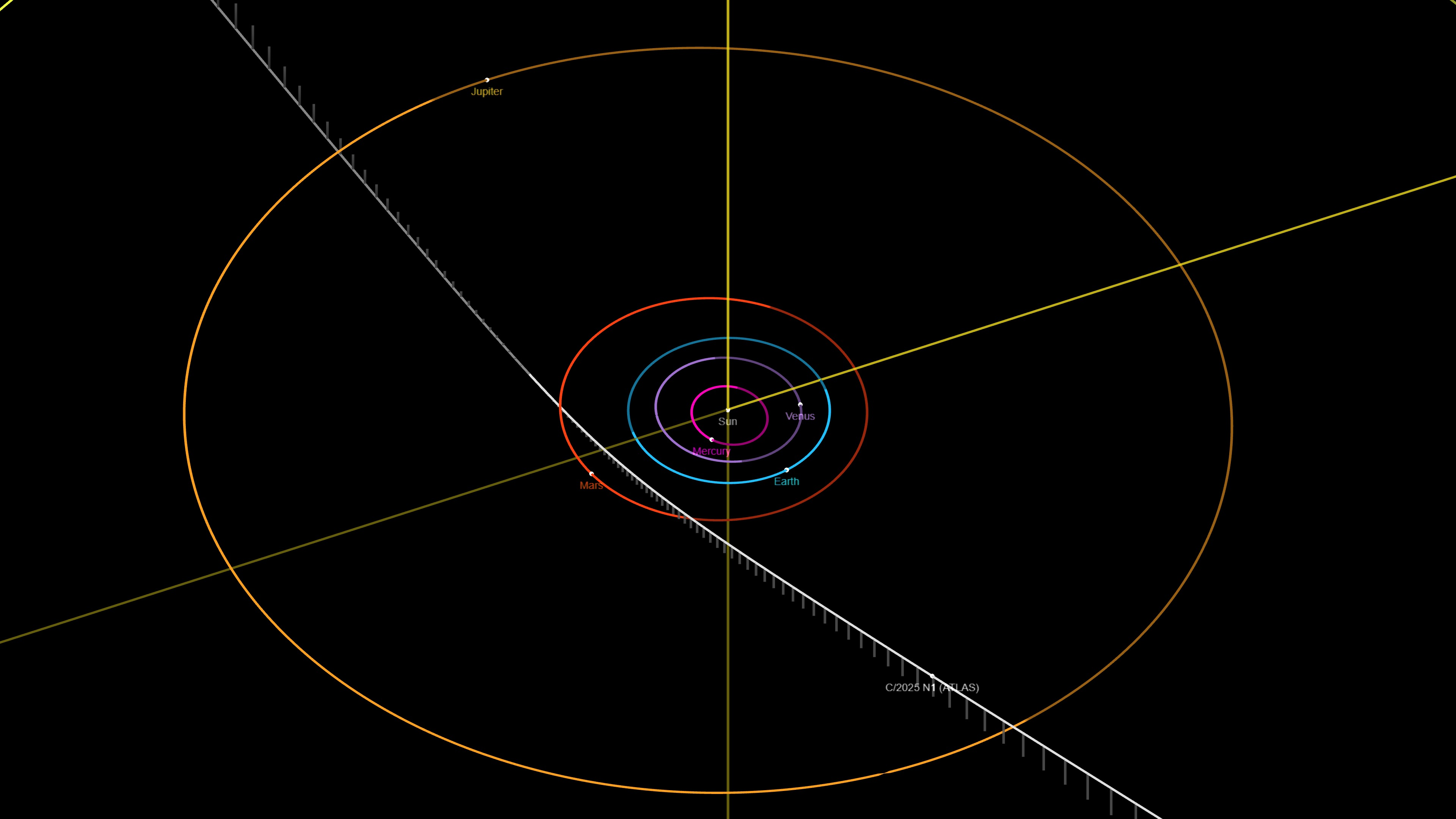
Trajectòria hiperbòlica del cometa 3I/ATLAS (blanc) a través del sistema solar, on es mostren les òrbites planetàries. Posicions dels objectes mostrats al 3 de juliol de 2025.

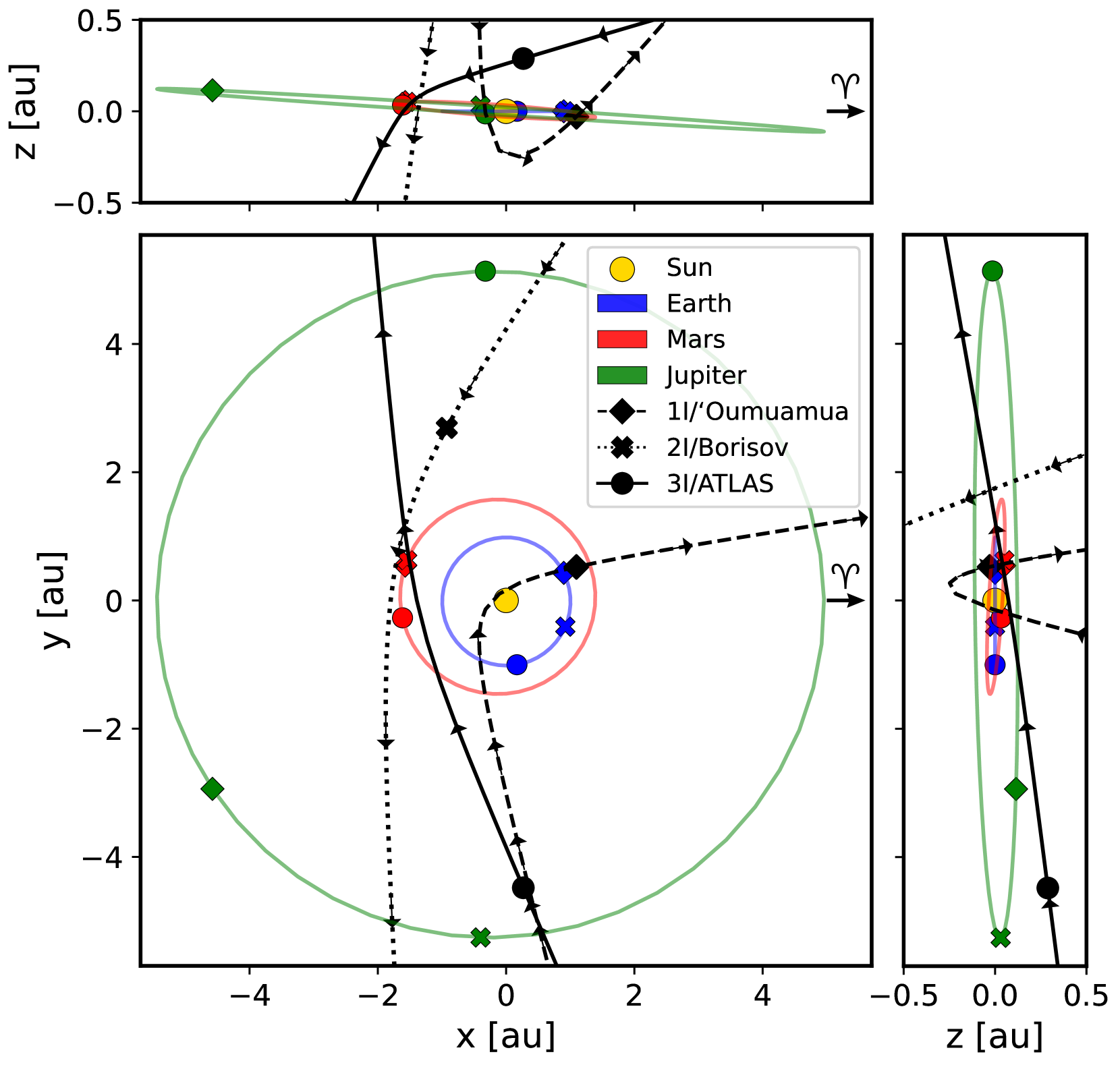
Òrbita de 3I/ATLAS comparada amb els altres cometes interestel·lars 1I/ʻOumuamua i 2I/Borisov

3I/ATLAS segueix una trajectòria hiperbòlica sense límits al voltant del Sol amb una excentricitat orbital extremadament alta de 6.30 ± 0.15. Aquesta és l'excentricitat més alta observada de qualsevol intrús interestel·lar, major que la de 1I/ʻOumuamua (e=1.2) i la de 2I/Borisov (e=3.4). Arribarà al seu punt més pròxim al Sol en el periheli el 29 d'octubre de 2025, a una distància d'1.38 ± 0.02 UA (206.4 ± 3.0 milions de km). En el periheli, el cometa es mourà a una velocitat màxima de 68 km/s respecte al Sol. Quan està lluny del Sol, la velocitat hiperbòlica del cometa ({\displaystyle v_{\infty }}) va ser i serà de 58 km/s. La trajectòria del cometa està inclinada 175° respecte a l'eclíptica i sembla haver-se originat en el disc prim galàctic.
A mesura que 3I/ATLAS s'acosta al periheli, passarà prop de Mart a una distància de 0.21 ± 0.03 UA (31.4 +- 4.5 milions de km) el 3 d'octubre de 2025. Després del periheli, passarà a 1.83 ± 0.1 UA (274 ± 15 milions de km) de la Terra el 19 de desembre de 2025, i després passarà a uns 0.31 ± 0.14 UA (46 ± 21 milions de km) de Júpiter al voltant del 16 de març de 2026. Durant l'acostament del cometa a Mart, podria assolir una magnitud aparent d'11 vist des del planeta, la qual cosa significa que els satèl·lits artificials de Mart podrien observar-lo. D'altra banda, des de la Terra, no serà observable en el periheli perquè la Terra i el cometa estaran en costats oposats del Sol en aquest moment. El cometa serà altra vegada observable des de la Terra a principis de desembre de 2025.

## Grandària i lluentor
Les observacions suggereixen que 3I/ATLAS té una magnitud absoluta d'11.9 ± 0.6, la qual cosa suggereix un diàmetre màxim possible d'uns 24 km per al nucli, si fos un asteroide fosc. No obstant això, pel fet que és un cometa actiu envoltat per una coma o capa de pols reflectora, s'espera que la grandària real del seu nucli sigui significativament menor, com es calcularia correctament a partir d'una magnitud absoluta combinada de nucli i coma. No obstant això, 3I/ATLAS sembla ser poc actiu comparat amb l'altre cometa interestel·lar 2I/Borisov, i per tant se sospita que té un diàmetre de nucli probablement un ordre de magnitud (deu vegades) major que aquest últim. Com a referència, el diàmetre màxim estimat del nucli de 2I/Borisov està entre 0.4 i 0.5 km, per la qual cosa el diàmetre màxim del nucli de 3I/ATLAS podria ser de fins a 4 a 5 km si l'argument de l'ordre de magnitud és correcte.